# Лонгергау
Лонгергау (нід. Longerhouw) — село в нідерландській провінції Фрисландія. Входить до муніципалітету Південно-Західна Фрисландія.
Його площа становить 2,48км², а населення станом на 2021 рік складало 55 осіб.
Перша згадка про населений пункт датується 13-им сторіччям.

## Галерея

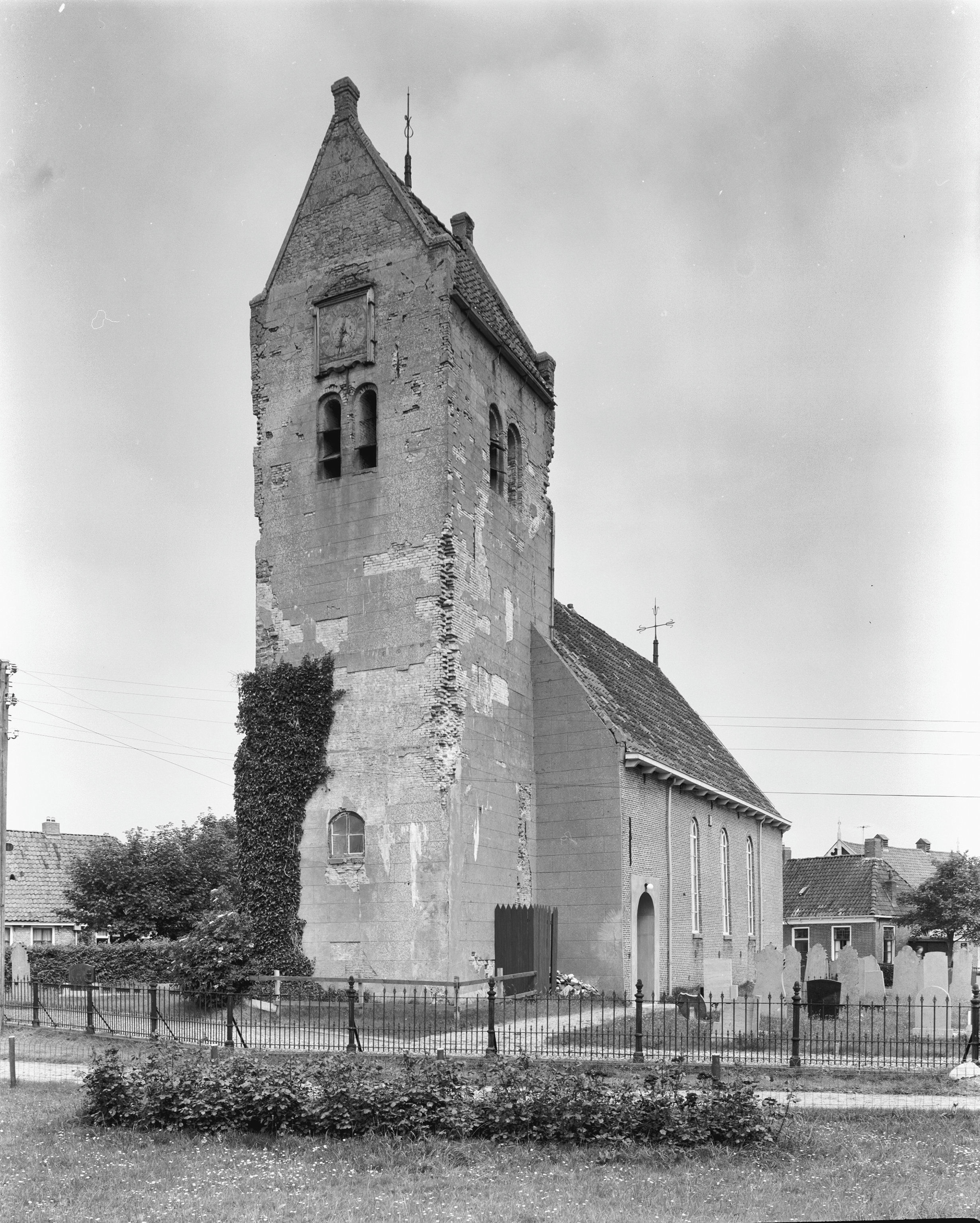
Церква у селі (1965)